# Coppa della solidarietà AFC
La Coppa della solidarietà AFC è una competizione calcistica internazionale organizzata dall'Asian Football Confederation per le selezioni nazionali del continente che hanno scarse possibilità di disputare incontri amichevoli. Il torneo è stato creato in sostituzione dell'AFC Challenge Cup.
Il torneo è stato abolito dall'AFC il 27 novembre 2023 dopo la modifica dei criteri di qualificazione per la Coppa del mondo per club FIFA e la Coppa dell'AFC, oltre alla minor esposizione, il che combaciava con gli obiettivi iniziali della Coppa della solidarietà AFC, poiché era diminuita la visibilità per la competizione a lungo termine tra squadre di livello inferiore.

## Edizioni
| Anno          | Paese ospitante                               |                                               | Finale 1º posto                               | Finale 1º posto                               | Finale 1º posto                               |                                               | Finale 3º posto                               | Finale 3º posto                               | Finale 3º posto                               |                                               |
| Anno          | Paese ospitante                               | Campione                                      | Risultato                                     | Secondo posto                                 | Terzo posto                                   | Risultato                                     | Quarto posto                                  |                                               |                                               |                                               |
| ------------- | --------------------------------------------- | --------------------------------------------- | --------------------------------------------- | --------------------------------------------- | --------------------------------------------- | --------------------------------------------- | --------------------------------------------- | --------------------------------------------- | --------------------------------------------- | --------------------------------------------- |
| 2016 Dettagli | Malaysia                                      | Nepal                                         | 1 – 0                                         | Macao                                         | Laos                                          | 3 – 2                                         | Brunei                                        |                                               |                                               |                                               |
| 2020          | Cancellata a causa della pandemia di COVID-19 | Cancellata a causa della pandemia di COVID-19 | Cancellata a causa della pandemia di COVID-19 | Cancellata a causa della pandemia di COVID-19 | Cancellata a causa della pandemia di COVID-19 | Cancellata a causa della pandemia di COVID-19 | Cancellata a causa della pandemia di COVID-19 | Cancellata a causa della pandemia di COVID-19 | Cancellata a causa della pandemia di COVID-19 | Cancellata a causa della pandemia di COVID-19 |

## Albo d'oro
| Squadra | Campione | Secondo posto | Terzo posto | Quarto posto |
| ------- | -------- | ------------- | ----------- | ------------ |
| Nepal   | 1 (2016) |               |             |              |
| Macao   |          | 1 (2016)      |             |              |
| Laos    |          |               | 1 (2016)    |              |
| Brunei  |          |               |             | 1 (2016)     |